# Gräsmatta

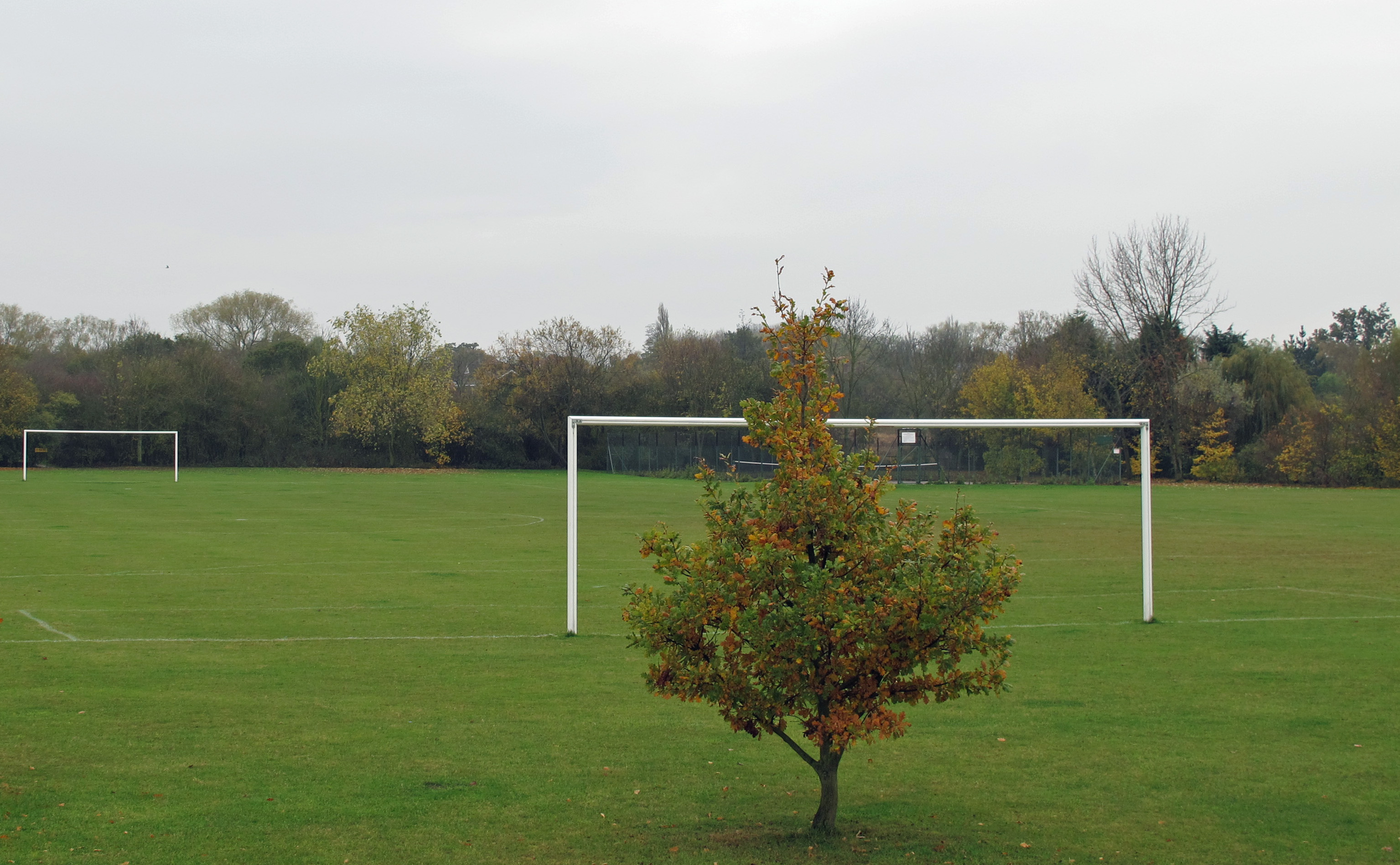
En gräsmatta

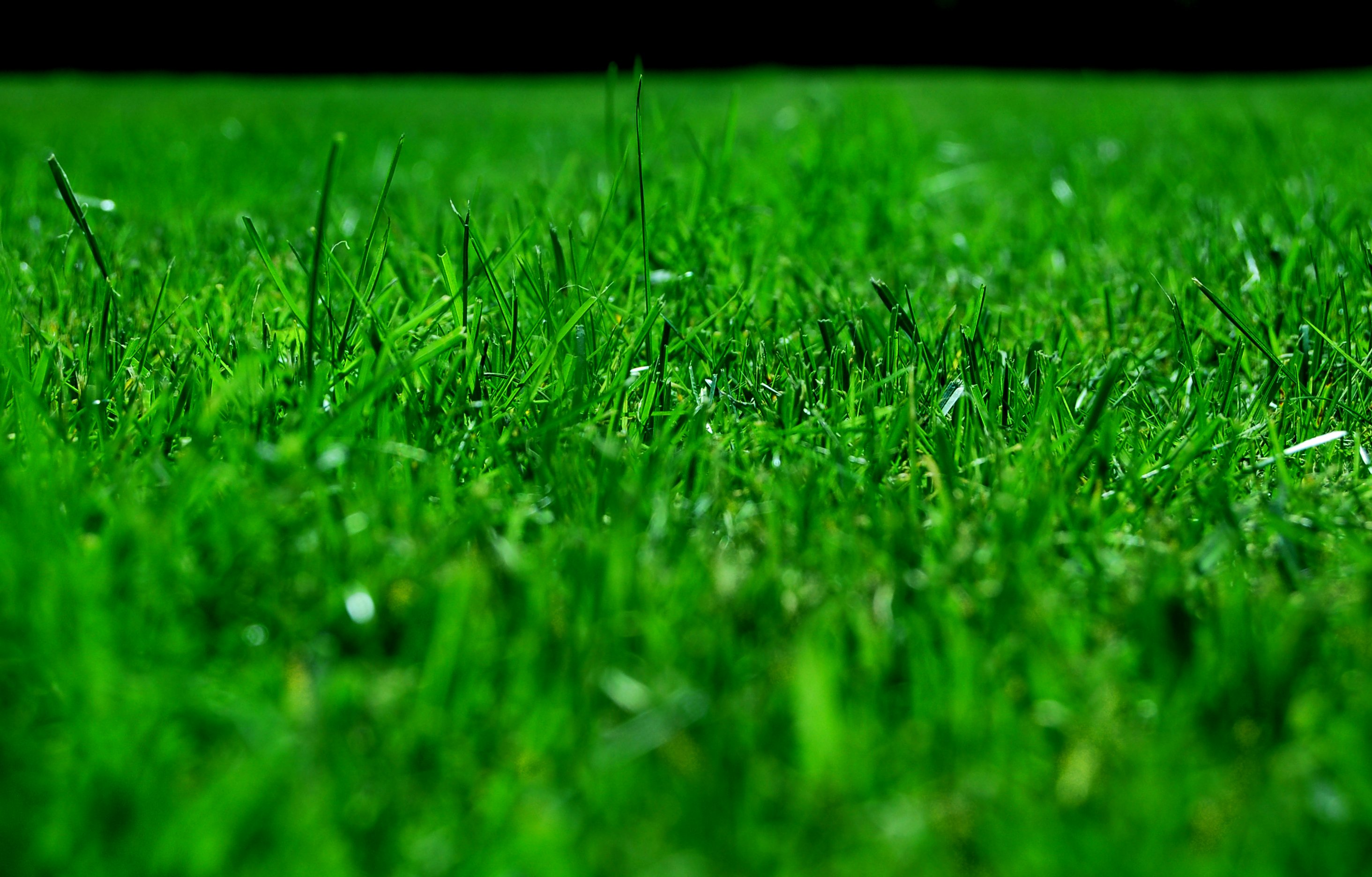
En annan gräsmatta

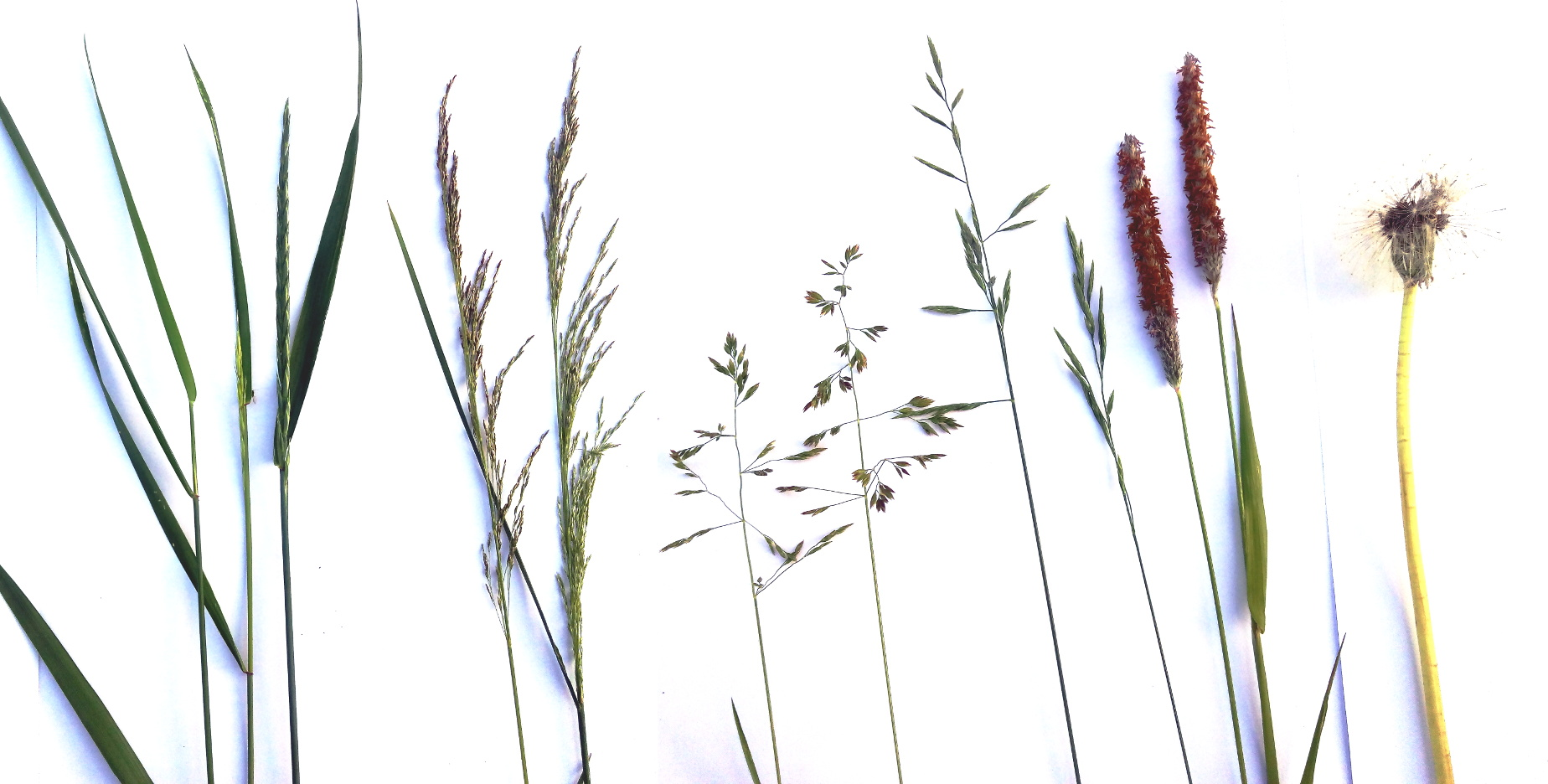
4-5 olika grässorter i en vildvuxen gräsmatta i juni i Ångermanland, och en maskros.

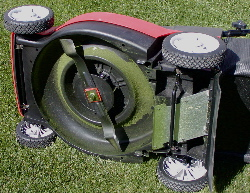
Rotorklippare

En gräsmatta är en tät, jämn och regelbundet klippt vegetationsyta av gräs som inte används för jordbruk. Gräsmattor finns i trädgårdar, parker, fotbollsplaner och golfbanor.
Gräsmattor klipps regelbundet med gräsklippare eller slåttermaskin till en låg, jämn höjd. Gräset i en gräsmatta är vanligtvis 5 till 10 cm högt utom på den mycket kortklippta delen av en golfbana som kallas green där gräset är betydligt kortare. I trädgårdar klipps gräset till under 5 centimeters höjd.
En del trädgårdsägare strävar efter en gräsmatta där det enbart växer gräs och försöker därför hålla maskros, klöver, mossa och andra ogräsarter borta. Denna form av monokultur är mycket ovanlig i naturen, och en gräsmatta kräver därför en förhållandevis stor arbetsinsats. Dessutom vill de flesta trädgårdsägare hålla gräset kort och gräsmattan behöver därför klippas regelbundet. 

## Historik
Att hålla gräsmattor blev populärt i Europa under medeltiden. De första gräsmattorna påminde mycket om de naturliga betesmarker som beskrivits ovan, och hölls bland annat av kloster och slottsherrar. I trädgårdstraditioner från andra delar av världen är gräsmattan mycket ovanlig, bland annat på grund av att det svala, fuktiga klimatet längs Europas kuster är det som lämpar sig bäst för gräsmattor.
Under Tudor-eran (1485–1603) i Storbritannien började det bli vanligt att anlägga lågvuxna grönområden för rekreation och spel. De bestod dock sällan av det gröna gräs vi använder i våra gräsmattor idag, utan ängsblommor såsom kamomill och timjan var betydligt vanligare. Under den jaboska perioden, det vill säga under det tidiga 1600-talet, blev trädgårdsskötsel mycket fashionabelt bland den europeiska adeln och den täta, lågt klippta gröna gräsmattan dök upp i England. En välskött gräsmatta kom att symbolisera status och god smak, och bruket spreds till många andra europeiska länder. Under det tidiga 1700-talet var den öppna engelska parken oerhört populär runt om i Europa. 
Under den viktorianska perioden (1837–1901) introducerades en lång rad växter till Storbritannien från andra delar av det brittiska imperiet, samtidigt som man influerades mycket av franska och italienska trädgårdsidéer. Gräsmattorna krympte i omfång och det blev populärt att smycka dem med exotiska växter, skulpturer, trädgårdsdammar och vattendrag. 
Innan de första gräsklipparna uppfanns i början av 1800-talet användes helt andra metoder än idag. Att hålla en gräsmatta enbart för dess skönhet eller för att använda till spel och lek var givetvis enbart möjligt för de bättre bemedlade delarna av samhället, och dessa hade även råd att anställa människor för att sköta gräsmattan med hjälp av liar och skäror. När lägre klasser höll gräsbevuxna områden var det snarare som betesmark, och får eller liknande betesdjur underhöll gräsmattan, motverkade buskväxt och gödslade på en och samma gång. Områden som liknar trädgårdsgräsmattan kan uppstå naturligt helt utan människans inblandning där klimat, jordförhållanden och betande djur samverkar, men de är sällan monokulturer utan innehåller en rik flora.

## Skötsel
För att gräset ska frodas är den beroende av ljus, näring, luft, temperatur och vatten samt en gynnsam marktemperatur. En gräsplanta börjar inte växa förrän jordtemperaturen överstiger 6-7°C. En gräsplan bör ej tas i bruk förrän turfen växt ihop och varit det under cirka två veckor.

## Gräsmatta i fotboll

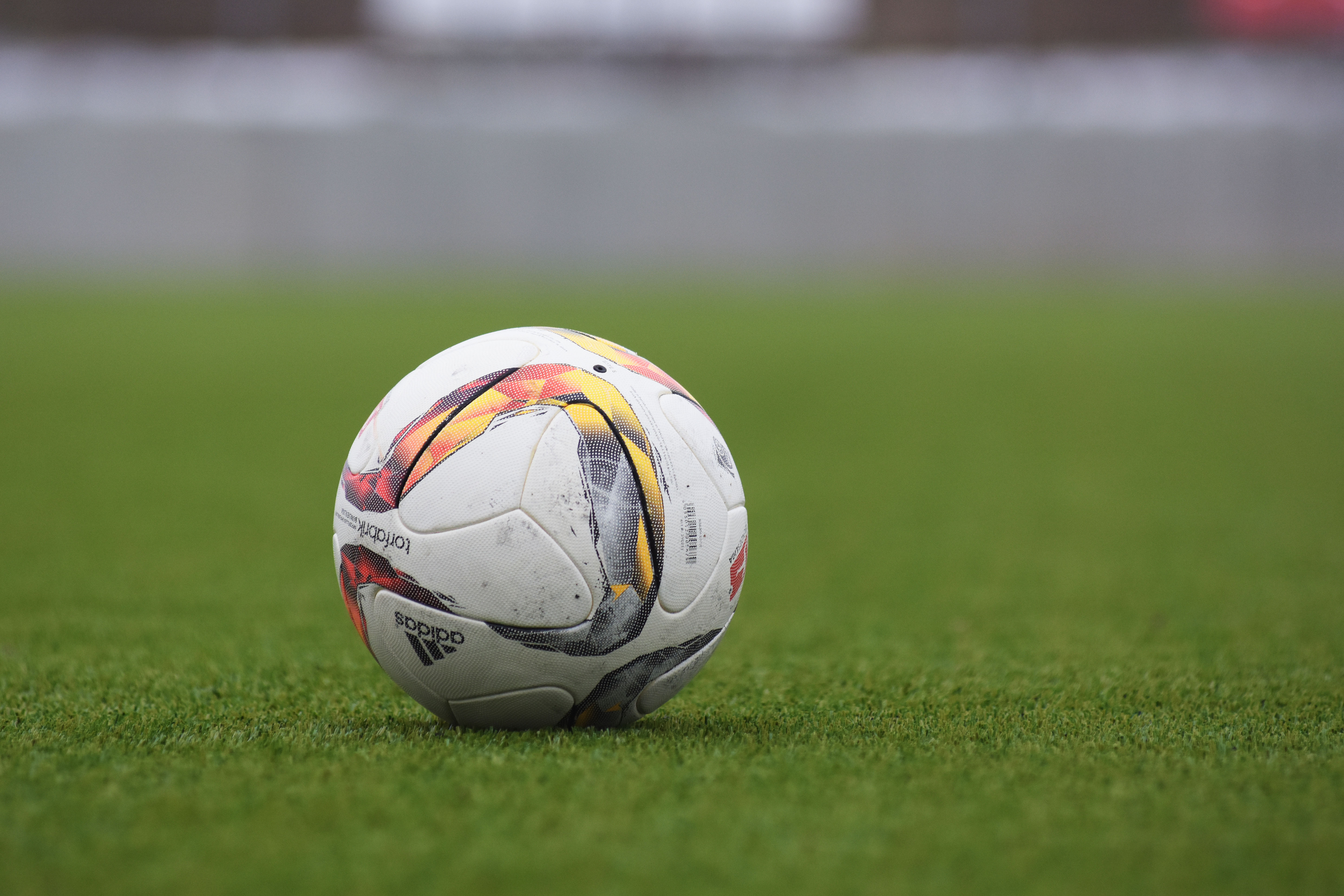

Gräsmattor i fotboll är vanligt förekommande och används som underlag för planen. Placering av fotbollsplan bör vara i nord- sydlig riktning för att förhindra bländning.  1% lutning av planen bör eftersträvas för att få bort ytvatten samt att minska risken för vattensamlingar, tjälbrännor och sättningar. Hur mycket en fotbollsplan tål att nyttjas beror främst på uppbyggnaden, (dränlager, dränering och växtbädd) gräsarter och dess rotdjup, drift- och underhållsinsatser samt geografiskt läge.

### Webbkällor
- trädgårdsväxter.com - gräsmatta
- odla.nu - Den perfekta gräsmattan